# عادل فدعق
عادل فدعق (انگلیسی: Adel Fadaaq؛ زادهٔ ۱۲ سپتامبر ۱۹۹۲) بازیکن فوتبال اهل امارات متحده عربی است.